# Diogo de Quadros
Diogo Quadros foi um bandeirante português.
Fidalgo trazido na comitiva do governador D. Francisco de Sousa em 1591. Em 1595, tornou-se capitão-mor de Sergipe, cargo que exerceu até 1600. Nesse período, capturou uma imagem de Santo Antônio que havia sido roubada em Arguim, na África, pelo corsário francês Pain de Mil.
A imagem foi encontrada na Bahia, onde passou a ser objeto de veneração. Pain de Mil foi enforcado.
Em 1605, foi nomeado provedor das minas de São Paulo pelo governador Diogo Botelho. Sua missão era construir dois engenhos de ferro na capitania de São Vicente. Ao lado do seu cunhado, Francisco Lopes Pinto, levantou um estabelecimento para a fabricação do ferro em Ibirapuera, renovando também a atividade dos fornos erguidos por Afonso Sardinha no Araçoiaba. Promoveu então diversas entradas ao sertão sob o pretexto de encontrar minas de ferro, mas que acabaram servindo para cativar índios.
Orientou a entrada liderada por André Fernandes que chegou ao sertão do Paraupava, trecho inferior do rio Araguaia.
Em 1617 substituído no cargo por Duarte Correia Vasqueanes, Quadros partiu para as Índias.